# Niko Paech
Niko Paech (nacido el 9 de diciembre de 1960 en Schüttorf) es un economista alemán. Desde el año 2010 ha sido profesor suplente en la cátedra de producción y medio ambiente ("PUM") en la Universidad de Oldenburg. Su investigación se centra en los campos de la economía ambiental, la economía ecológica y la sostenibilidad de la ciencia.

## Biografía
Paech recibió su diploma en economía en 1987 en la Universidad de Osnabrück. Continuó trabajando en la misma universidad hasta 1997, obteniendo su doctorado en 1993.
Después de trabajar durante un corto periodo como consultor en el área de comestibles ecológicos y como agente de la Agenda 21 de la ciudad de Oldenburg, Paech comenzó su empleo en la Universidad de Oldenburg.
Fue co-financiador de CENTOS (Oldenburg Center for Sustainability Economics and Management) y es copresidente de Vereinigung für Ökologische Ökonomie (VÖÖ), una sociedad alemana de economía ecológica, miembro de ZENARIO (Centro para el desarrollo sostenible del espacio Oldenburg). ) y la red KoBE eV (Centro de especialización para Edificación y Energía). Además, Paech es miembro y asesor científico de attac-Alemania y miembro fundador del "Postfossil-Institut" (2011).
En 2006 fue galardonado con el Kapp-Forschungspreis für Ökologische Ökonomie por su trabajo de "Nachhaltiges Wirtschaften jenseits von Innovationsorientierung und Wachstum – Eine unternehmensbezogene Transformationstheorie". En 2014, ha recibido el premio "Mut zur Nachhaltigkeit" ("fomento de la Sostenibilidad") de Zeit Wissen. El jurado ha distinguido a Paech como una figura luminosa en la discusión mundial sobre el post-crecimiento. En un artículo publicado En The Guardian sobre el movimiento del post-crecimiento en Alemania, fue caracterizado como "uno de los más prominentes miembros de este movimiento."

## Economía del post-crecimiento
Paech se refiere a la economía posterior al crecimiento como un sistema económico que satisface las necesidades humanas no sobre la base de, o la dependencia del crecimiento económico, sino que se caracteriza por el decrecimiento. La economía posterior al crecimiento se distingue específicamente de los términos o ideologías populares, como "sostenible", "verde", "desmaterializado" o "descarbonizado", rechazando la idea de que la sostenibilidad ecológica mediante el desarrollo tecnológico sería un objetivo realista al aferrarse a un sistema medir el progreso meramente con un valor económico adicional.
Paech aboga por la necesidad de un nuevo orden económico al abordar el fracaso de desacoplamiento del daño ambiental y el consumo de recursos de valor agregado económico, abordando cuestiones tales como el aumento del bienestar general en la sociedad basado en la economía de la felicidad y las limitaciones económicas como la producción máxima mundial de petróleo.
Su enfoque se basa en cinco pilares: innovaciones institucionales, juegos materiales de suma cero, economía regional, economía de subsistencia y suficiencia, "lo que conduce a una mayor calidad de vida individual y un bien común". Subraya que no hay productos sostenibles ni las tecnologías sostenibles como tales existen, solo estilos de vida sostenibles.

## Percepción pública
Niko Paech y sus conceptos han sido discutidas en la prensa en Süddeutsche, Bild, Zeit, taz, Le Monde diplomatique, Tagesspiegel, Badische Zeitung o VDI nachrichten. Fue entrevistado en Deutschlandradio Kultur 3sat, Arte y fue invitado en el Planeta Wissen. A nivel Internacional, sus conceptos han sido discutidos en Austria por Südwind Magazin, Format y la ORF, la Radio Suiza Stadtfilter y los diarios italianos La Stampa y Panorama.